# Львовская детская железная дорога
Льво́вская де́тская желе́зная доро́га (укр. Львівська дитяча залізниця) — детская железная дорога в Стрыйском парке во Львове для развлекательных и учебных целей. ЛДЖД была открыта 8 ноября 1951 года на базе узкоколейки, связывавшей с 1922 года станцию Персенковка со станцией Восточные Торги в Стрыйском парке. Железная дорога проходит по внешнему периметру парка в его верхней (южной) части. Администрация детской железной дороги находится на улице Ивана Франко, 156.
Восточные Торги, открытые в 1922 году, были крупнейшей промышленной выставкой-ярмаркой в Восточной Польше. Узкоколейная линия служила для подвоза пассажиров и грузов на выставку. С 1944 года на месте Восточных Торгов разместилась танковая часть Советской армии, а подъездную линию стали использовать для доставки бронетехники и военнослужащих. После ликвидации танковой части были разобраны пути, отходившие от Персенковки.
На части линии в 1951 году была организована детская железная дорога. Её начальная длина составляла 1,85 км, работали станции Комсомольская, Детский городок и Пионерская. ЛДЖД получила два паровоза, четыре деревянных пассажирских вагона и три грузовых вагона. В начале 1960-х было построено локомотивное депо, детская железная дорога получила тепловозы ТУ2 и ТУ3-039,040 (ТУ3-040 вскоре списали), вагоны «Пафаваг». В 1976 году в связи с реконструкцией улицы Стрыйской была разобрана станция «Пионерская» и ликвидирована часть путей (при этом длина дороги сократилась в полтора раза, хотя расширенная ул. Стрыйская отделена от насыпи, по которой шли железнодорожные пути, пространством не менее 10 м), станция «Детский городок» переименована в «Пионерскую». В начале 1990-х станцию Комсомольскую переименовали в Парковую, а Пионерскую в Солнечную.
ЛДЖД работает с мая по сентябрь. В её составе продолжают работать локомотивы ТУ2-087 (1957 год выпуска, Калужский машиностроительный завод), ТУ3-039 (1958 год выпуска, завод «ЧКД», Чехия), причём локомотив ТУ3 по сведениям администрации ЛДЖД является последним рабочим локомотивом этой серии; а также 4 вагона Pafawag.
При ЛДЖД работает кружок юных железнодорожников.
|                                                                           |  |                     |  |                                           |
| Локомотивное депо, здание администрации, вагоны ЛДЖД и станция «Парковая» |  | Станция «Солнечная» |  | Подвижной состав ЛДЖД в локомотивном депо |